# Carmópolis
Carmópolis är en kommun i Brasilien.   Den ligger i delstaten Sergipe, i den östra delen av landet, 1 300 km öster om huvudstaden Brasília. Antalet invånare är 13 500.
Omgivningarna runt Carmópolis är huvudsakligen savann. Runt Carmópolis är det ganska tätbefolkat, med 54 invånare per kvadratkilometer.